# Andorra en los Juegos Olímpicos de Montreal 1976
Andorra estuvo representada en los Juegos Olímpicos de Montreal 1976 por un total de 3 deportistas que compitieron en 2 deportes.  
El portador de la bandera en la ceremonia de apertura fue el tirador Esteve Dolsa Montaña. El equipo olímpico andorrano no obtuvo ninguna medalla en estos Juegos.